# Partit Popular Andalús
El Partit Popular Andalús (castellà: Partido Popular Andaluz) és la delegació andalusa del Partit Popular, i va ser fundat el 1989 amb el naixement del Partit Popular. El seu president és Juanma Moreno i la seva seu central està a Sevilla. La seva organització juvenil és Noves Generacions d'Andalusia. En l'actualitat és el partit del govern de la Junta d'Andalusia.

## Història
Va ser fundat el 1989. El seu primer president va ser el Jaén Gabino Puche Rodríguez Acosta, que ja era el president a nivell autonòmic del partit anterior, l'anomenat Aliança Popular.

## Direcció del partit
- President d'Honor: Francisco Javier Arenas Bocanegra
- President: Juan Manuel Moreno Bonilla
- Secretària general: Dolors López Gabarro
- Portaveu de l'executiva: Elías Bendodo Benasayang
- Presidenta del grup parlamentari al Parlament Andalús: Loles López Gabarro
- Portaveu parlamentari: José Antonio Nieto Ballesteros
- Vicesecretari d'Organització i Formació: Antonio Martín Iglesias
- Vicesecretària d'Acció Electoral, Estudis i Programes: Patricia Navarro Pérez
- Vicesecretària de Política Municipal i Desenvolupament Rural: Maria Isabel Lozano Moral
- Vicesecretari de Sectors Productius: Pablo Venzal Contreras
- Vicesecretària de Societat del Benestar: Ana Mestre García

## Direccions provincials

### Presidents provincials
- PP d'Almeria: Gabriel Amat Ayllón
- PP de Cadis: Antonio Sanz
- PP de Còrdova: Adolfo Molina
- PP de Granada: Sebastián Pérez Ortiz
- PP de Huelva: Manuel Andrés González Rivera
- PP de Jaén: Juan Diego Requena
- PP de Màlaga: Elias Bendodo Benasayang
- PP de Sevilla: Virginia Pérez

### Secretaris generals provincials
- PP d'Almeria: Javier Aurelio García
- PP de Cadis: Antonio Saldaña Moreno
- PP de Còrdova: María Luisa Ceballos
- PP de Granada: Pablo García
- PP de Huelva: David Toscano
- PP de Jaén: Francisco Palacios
- PP de Màlaga: Patricia Navarro
- PP de Sevilla: Juan de la Rosa

## Resultats electorals

### Parlament d'Andalusia
| Any  | Líder              | Vots      | %          | Escons   | +/– | Govern   |
| ---- | ------------------ | --------- | ---------- | -------- | --- | -------- |
| 1990 | Gabino Puche       | 611,903   | 22.18 (#2) | 26 / 109 | 2   | Oposició |
| 1994 | Javier Arenas      | 1,238,252 | 34.36 (#2) | 41 / 109 | 15  | Oposició |
| 1996 | Javier Arenas      | 1,466,980 | 33.96 (#2) | 40 / 109 | 1   | Oposició |
| 2000 | Teófila Martínez   | 1,535,987 | 38.02 (#2) | 46 / 109 | 6   | Oposició |
| 2004 | Teófila Martínez   | 1,426,774 | 31.78 (#2) | 37 / 109 | 9   | Oposició |
| 2008 | Javier Arenas      | 1,730,154 | 38.45 (#2) | 47 / 109 | 10  | Oposició |
| 2012 | Javier Arenas      | 1,570,833 | 40.67 (#1) | 50 / 109 | 3   | Oposició |
| 2015 | Juan Manuel Moreno | 1,065,685 | 26.74 (#2) | 33 / 109 | 17  | Oposició |
| 2018 | Juan Manuel Moreno | 750,778   | 20.75 (#2) | 26 / 109 | 7   | Coalició |
| 2022 | Juan Manuel Moreno | 1,582,412 | 43.13 (#1) | 58 / 109 | 32  | Majoria  |

### Corts Generals
| Any       | Andalusia | Andalusia | Andalusia | Andalusia | Andalusia | Andalusia | Andalusia |
| Any       | Congrés   | Congrés   | Congrés   | Congrés   | Congrés   | Senat     | Senat     |
| Any       | #         | %         | Pos.      | Diputats  | +/–       | Senadors  | +/–       |
| --------- | --------- | --------- | --------- | --------- | --------- | --------- | --------- |
| 1989      | 688,625   | 20.~2     | 2n        | 12 / 61   | 3         | 7 / 32    | 1         |
| 1993      | 1,195,476 | 29.8      | 2n        | 20 / 61   | 8         | 8 / 32    | 1         |
| 1996      | 1,530,057 | 35.4      | 2n        | 24 / 62   | 4         | 8 / 32    | 0         |
| 2000      | 1,639,034 | 40.6      | 2n        | 28 / 62   | 4         | 14 / 32   | 6         |
| 2004      | 1,514,987 | 33.7      | 2n        | 23 / 61   | 5         | 8 / 32    | 6         |
| 2008      | 1,721,824 | 38.2      | 2n        | 25 / 61   | 2         | 10 / 32   | 2         |
| 2011      | 1,985,612 | 45.6      | 1r        | 33 / 60   | 8         | 22 / 32   | 12        |
| 2015      | 1,294,293 | 29.1      | 2n        | 21 / 61   | 12        | 15 / 32   | 7         |
| 2016      | 1,426,258 | 33.5      | 1r        | 23 / 61   | 2         | 18 / 32   | 3         |
| 2019 (I)  | 787,384   | 17.2      | 3r        | 11 / 61   | 12        | 6 / 32    | 12        |
| 2019 (II) | 877,202   | 20.5      | 2n        | 15 / 61   | 4         | 9 / 32    | 3         |
| 2023      | 1,596,044 | 36.41     | 1r        | 25 / 61   | 10        | 21 / 32   | 12        |

### Parlament Europeu
| Any  | Andalusia | Andalusia | Andalusia |
| Any  | #         | %         | Pos.      |
| ---- | --------- | --------- | --------- |
| 1989 | 412,621   | 16.1      | 2n        |
| 1994 | 1,254,932 | 34.8      | 2n        |
| 1999 | 1,338,683 | 36.0      | 2n        |
| 2004 | 896,401   | 36.1      | 2n        |
| 2009 | 1,042,114 | 39.7      | 2n        |
| 2014 | 693,322   | 25.9      | 2n        |
| 2019 | 849,771   | 22.3      | 2n        |